# Miguel Velasquez
Miguel Velasquez est un boxeur espagnol né le 27 décembre 1944 à Santa Cruz de Tenerife.

## Carrière
Passé professionnel en 1966, il devient champion d'Espagne des poids légers l'année suivante puis champion d'Europe EBU le 29 janvier 1970 aux dépens de Ken Buchanan. À nouveau champion d'Espagne en 1975, Velasquez remporte le titre mondial des poids super-légers WBC le 30 juin 1976 après disqualification au 5e round du thaïlandais Saensak Muangsurin. Il est toutefois battu lors du combat revanche organisé le 29 octobre 1976 et met un terme à sa carrière après ce combat sur un bilan de 66 victoires, 4 défaites et 3 matchs nuls.

## Référence
1. ↑  (en) 1976-10-29 Saensak Muangsurin w rsc 2 (15) Miguel Velazquez, Maristas School Sports Pavillion, Segovia, Spain - WBC (boxrec.com)